# Grumantbyen
Grumantbyen fu un villaggio utilizzato dall'Unione Sovietica situato sulle isole Svalbard, in Norvegia. Esso fu stabilito nel 1912 e abbandonato dai Russi.  A Grumantbyen l'attività principale era l'estrazione del carbone.
Grumantbyen si trova sull'isola di Spitsbergen, la più grande dell'arcipelago delle Svalbard, e si trova 10 chilometri a sudovest di Longyearbyen, il centro amministrativo.

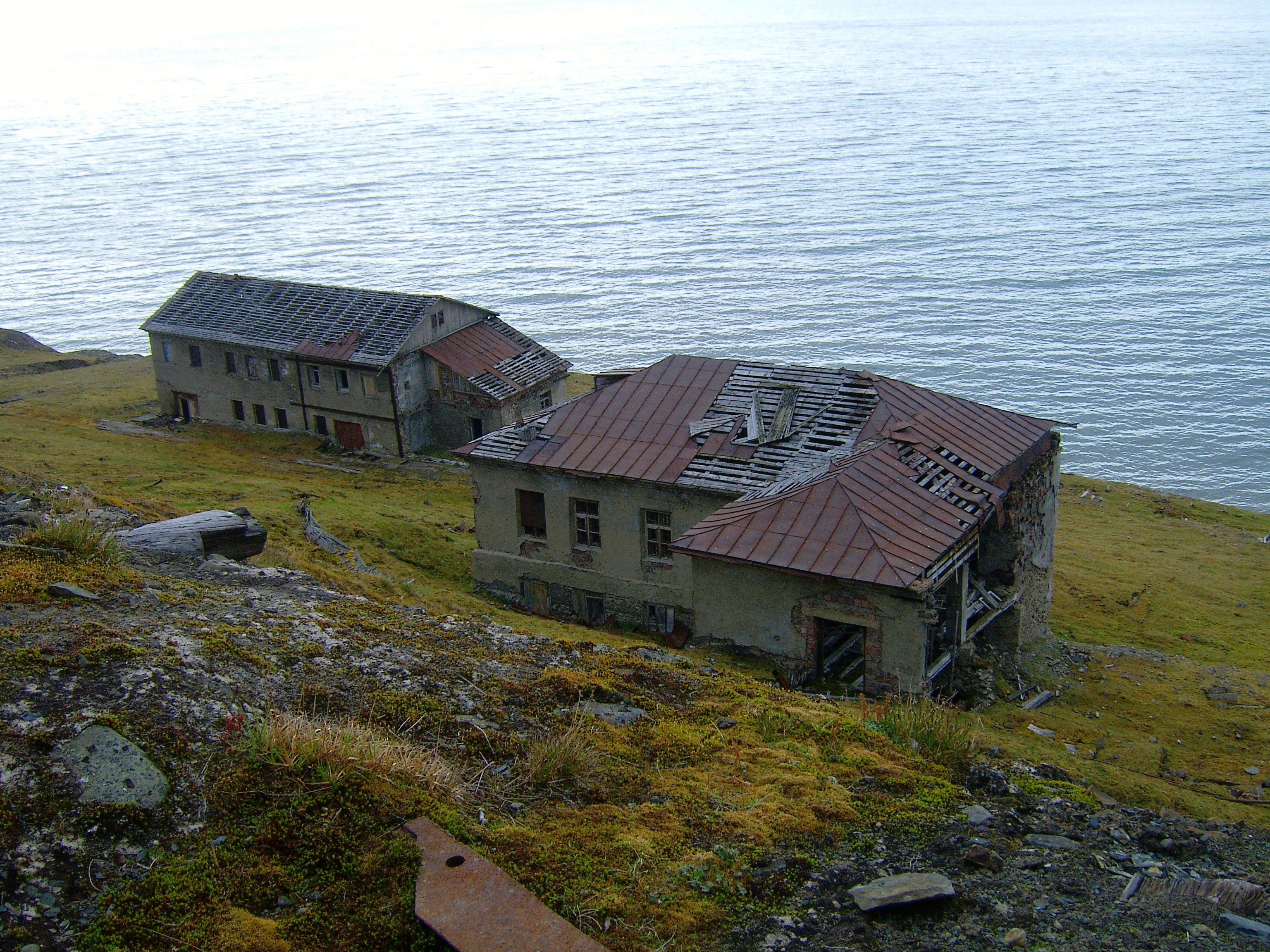
I resti di due case abbandonate

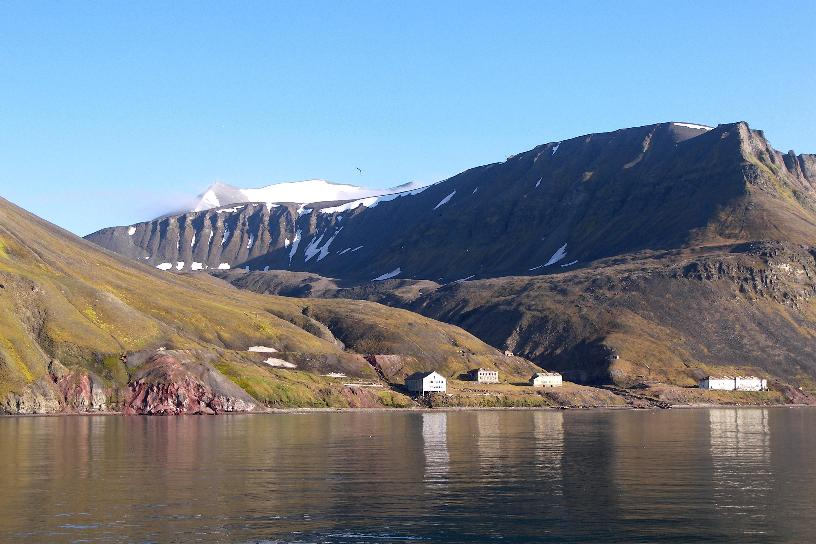
Veduta di Grumantbyen dal fiordo

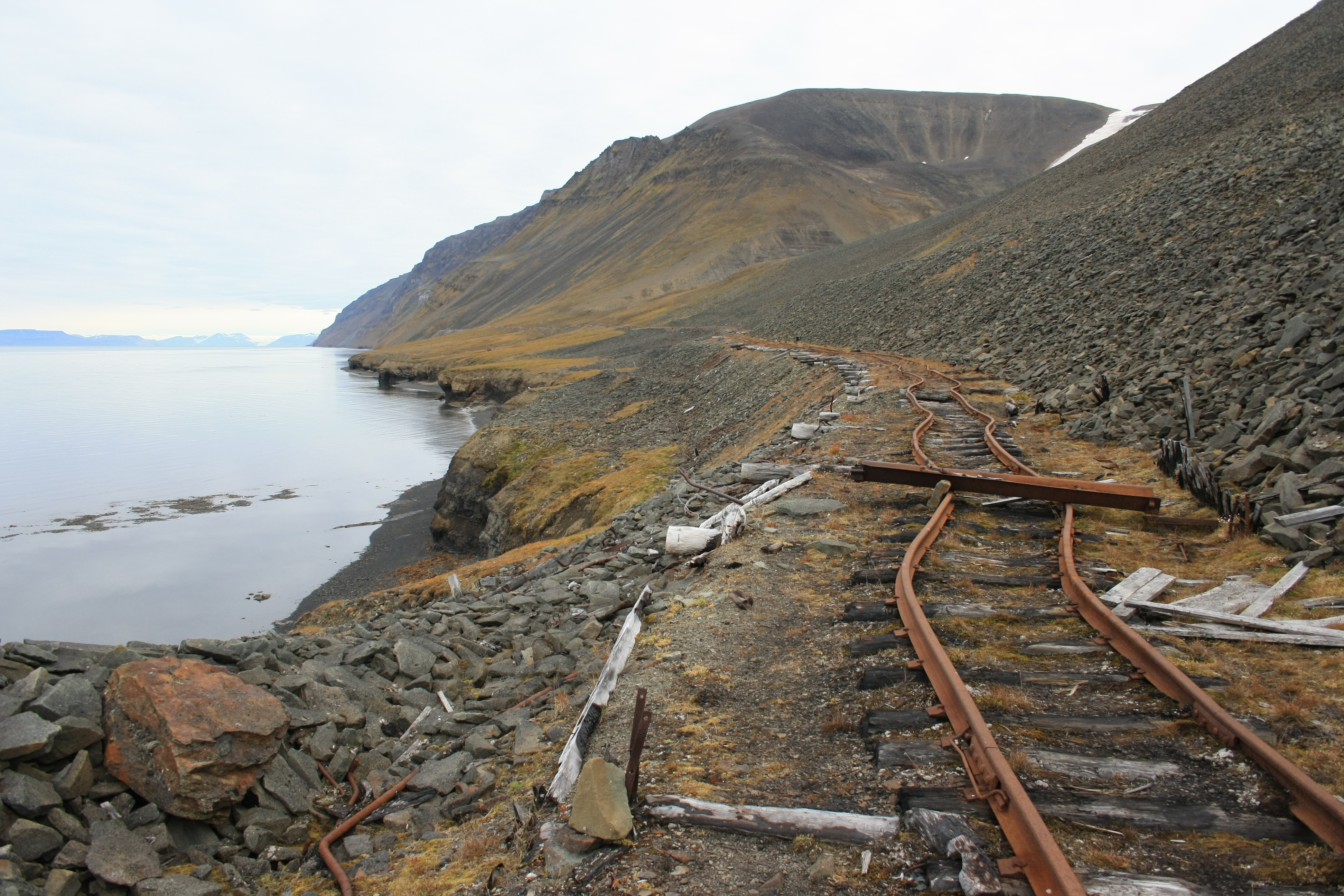
La vecchia ferrovia

## Storia
Fondata nel 1912 a Grumantbyen l'attività principale era l'estrazione del carbone e dalla miniera in loco, nel corso della sua storia, ne sono stati estratti 2 milioni di tonnellate.
Siccome la miniera era in una zona montagnosa, dove era impossibile edificare più di tanto, gli edifici di smistamento e le abitazioni erano site nel vicino villaggio di Colesbukta, collegato da una ferrovia Decauville (completamente coperta da una lunga struttura in legno) che permetteva il trasporto del carbone.
L'insediamento venne chiuso a seguito della chiusura stessa della miniera, avvenuta nell'estate del 1961. Il picco massimo di abitanti, 1.106 persone, è stato raggiunto nel 1951.
È stato calcolato che dalla miniera sarebbe possibile estrarre ancora almeno 100 milioni di tonnellate di carbone.

## Altre città fantasma delle Svalbard
- Advent City
- Colesbukta
- Pyramiden